# Russische Sociaaldemocratische Arbeiderspartij

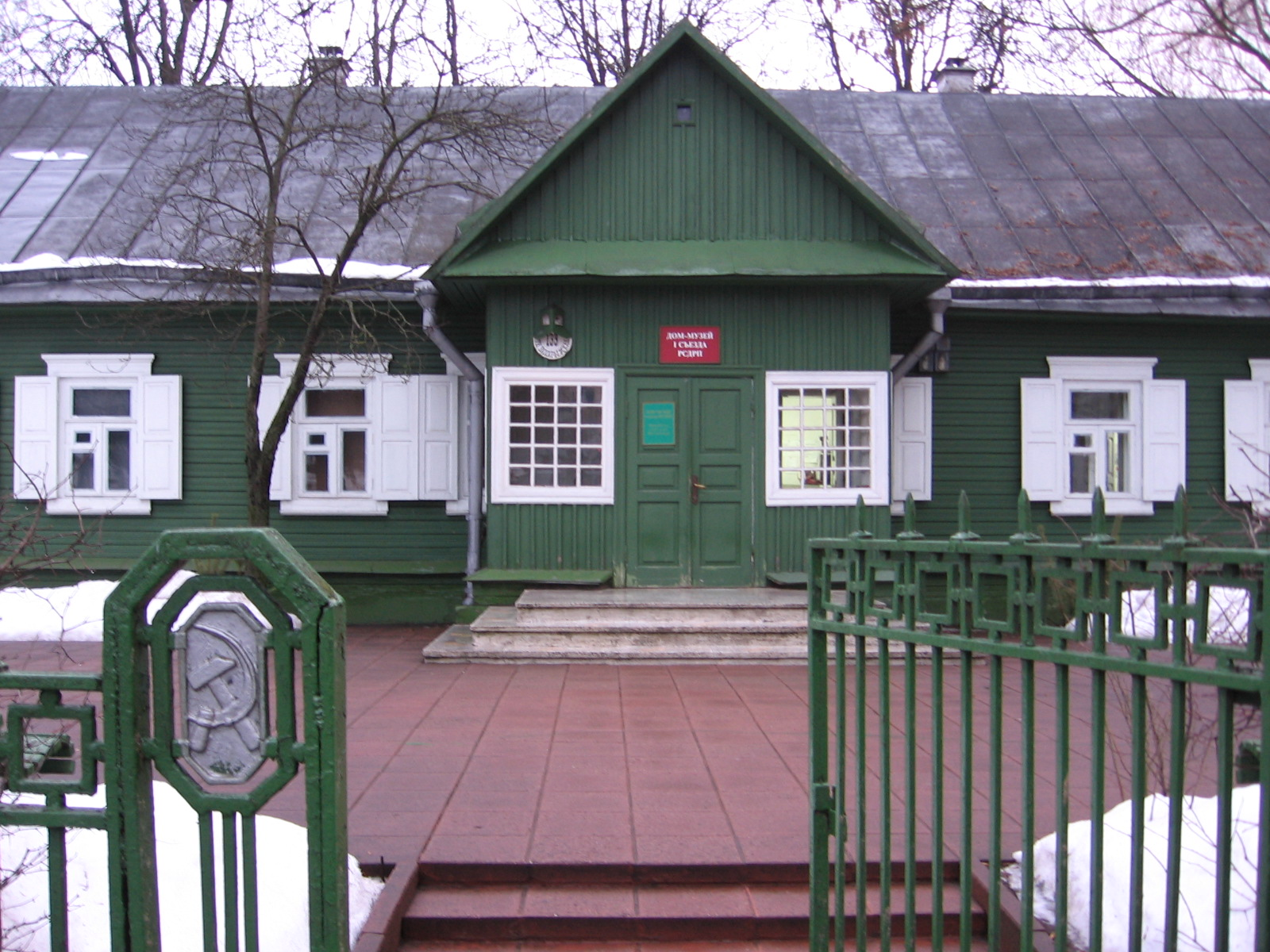
Gebouw waar de eerste vergadering van de RSDAP gehouden werd

De Russische Sociaaldemocratische Arbeiderspartij (RSDAP, Russisch: Российская социал-демократическая рабочая партия - РСДРП) was een socialistische groepering die in 1898 ontstond in Minsk.

## Splitsing
Tijdens het Londense partijcongres van 1903 ontstonden er twee fracties, namelijk de mensjewieken rond Julius Martov en Georgi Plechanov en de bolsjewieken rond Vladimir Lenin. De scheuring in de RSDAP ontstond door onenigheid over artikel 1 van het partijstatuut, waarin het partijlidmaatschap werd gedefinieerd. Martov wilde iedereen toelaten die het partijprogramma erkende en bereid was de regels te volgen. Lenin wilde dat het lidmaatschap beperkt bleef tot beroepsrevolutionairen. Martov en Plechanov beschouwden de denkbeelden van Lenin als het tegenovergestelde en de ontkenning van het marxistische idee dat het proletariaat dankzij objectieve economische ontwikkelingen zelf een revolutionair klassenbewustzijn zou krijgen zodat de verwerping van het kapitalisme onvermijdelijk zou zijn. Volgens Lenin konden arbeiders zonder een gecentraliseerde partij slechts een vakbondsbewustzijn verkrijgen en geen revolutionair socialistisch bewustzijn.
Martovs visie werd gesteund door 28 stemmen tegen 23. Echter, toen de vijf Joodse socialisten van de Bund (wiens autonomie als lidorganisatie binnen de RSDAP was afgewezen) en de economisten (reformistische vakbondslieden die door de Iskra-beweging waren verslagen) boos weg waren gelopen, had Lenin opeens de meerderheid met 19 tegen 17. De aanhangers van Lenin werden de bolsjewieken genoemd, naar het Russische woord voor meerderheid (bolsjinstvo). Martovs volgelingen werden de mensjewieken genoemd, naar het Russische woord voor minderheid (mensjinstvo). Lenin gebruikte de meerderheid om zijn machtpositie te vergroten bij de redactie van het partijblad Iskra door de mensjewieken Zasoelitsj, Akselrod en Potresov uit de redactie te zetten en te vervangen door bolsjewieken. Vanwege de houding van Lenin weigerde Martov om in de redactie van Iskra te blijven zitten.
In 1905 had de RSDAP ongeveer 8.400 leden. Rond 1910 waren er 10.000 marxisten in het Keizerrijk Rusland, waarvan de bolsjewieken minder dan 10% uitmaakten. In 1912 was de splitsing tussen de mensjewieken en bolsjewieken compleet door de oprichting van twee verschillende partijorganisaties. Het ledental van de bolsjewistische partij in het begin van 1917 werd door de bolsjewistische leider Schapljikov geschat op 10.000 leden.
Later werden de bolsjewieken ook radicaler gezind dan de mensjewieken, die eerder probeerden om samen te werken met andere socialistische en liberale partijen. Ook waren deze laatste niet van zins om meteen een revolutie te forceren, maar wilden zij in samenwerking met de regering een dictatuur van het proletariaat tot stand brengen. Ten slotte werd er bij de bolsjewieken ook gewerkt volgens de principes van het democratisch centralisme. Dit hield in dat ieder lid van de partij een eigen stem had, maar nadat er een beslissing genomen werd, iedereen deze moest steunen.